# Diòcesi de Torcello
La diòcesi de Torcello (en llatí: Dioecesis Torcellana) és una seu suprimida i actual seu titular de l'Església Catòlica.

## Història
La diòcesi va néixer el 639 com a hereva de la diòcesi d'Altino (va continuar anomenant-se així fins al començament del segle xi) que s'havia traslladat a la llacuna després de la pèrdua de l'antiga seu i la conquesta dels llombards, poble de confessió ariana. Després d'aquest esdeveniment, la diòcesi mantenia la seva jurisdicció només a les illes septentrionals de la llacuna de Venècia, incloent Murano i Burano, mentre que la major part de l'interior va passar a Treviso. La seu episcopal es va posar a la basílica de Santa Maria Assunta.
En comparació amb altres diòcesis llacuna, Torcello tenia nombroses propietats a terra ferma o dins dels límits del Sacre Imperi Romanogermànic (entre ells l'antiga seu d'Altino). En els primers temps, llavors, representava una mena de pont entre el Ducat i el Regnum: cal pensar en els títols emesos a favor seu per Carlemany, Lotari I, un dels otonians, Conrad II el sàlic probablement nric IV i finalment Frederic I, o la presència dels comtes de Treviso en qualitat d'advocats del bisbe o fins i tot la utilització del delme predial, desconeguts entre els impostos reials. Això també suposa que Torcello, almenys per un temps, s'havia posat del costat del Patriarcat d'Aquilea en la lluita que va enfrontar a aquest últim a Patriarcat de Grado.
L'abundant documentació ha permès reconstruir l'estructura eclesiàstica diocesana en l'edat mitjana i la seva evolució en el temps. Pel que fa a les diòcesis del continent, es basa en el sistema de plebs cum Capellis, o l'existència de certes esglésies privilegiades de les que depenien de diverses capelles més petites. Per un privilegi papal de 1064 sabem que Torcello va incloure set esglésies, distribuïts en el lido Bovense (és a dir Lio Maggiore), a Ammiana, Costanziaco, Burano (dues), Mazzorbo i Murano. La llista es confirma en altres dos privilegis de Pasqual II (1106) i Urbà III (1187), encara en un document de 1151 apareixeran vuit esglésies, de les quals només una a Burano, dues a Murano i dues a Costanziaco. És evident, per tant, com aquesta organització era molt susceptible als fenòmens demogràfics que van portar a la decadència d'algunes esglésies i l'afirmació d'altres, i també a la tendència a l'emancipació de certes capelles.
En 1177 el bisbe Leonardo Donato va obtenir un diploma de l'emperador Frederic Barba-roja amb el qual s'estenia la diòcesi a la capella de San Michele del Quarto (en el territori de la qual es trobava l'antiga Altino). La ja esmenada butlla d'Urbà III confirmava el que ja estava establert i afegia a Torcello altres béns, especialment les capelles de San Pietro di Terzo, Sant'Elena di Targeta, San Felice di Dozza.
La decadència de la ciutat de Torcello, sens dubte un temps florent i adaptada per acomodar la seu episcopal, va obligar els bisbes a establir-se - primer gradualment i després definitivament - a Murano. En el segle xvii, durant el bisbat de Marco Giustiniani, es va construir el palau episcopal a Murano (avui l'edifici alberga el Museu del Vidre). De fet, els bisbes de Torcello, conscients del seu inevitable declivi, van intentar diverses vegades reafirmar el seu títol a través dels sínodes i les visites pastorals.
A la vigília de la seva supressió, la Diòcesi de Torcello semblava pobre i decadent. Estava sense bisbe des de 1804, en 1807 tenia només deu canonges. La seva mensa bisbal no era gaire rendible, i en 1806 va acabar fins i tot en números rojos. No hi ajudava les característiques del territori, que tenien només quinze mil habitants distribuïts en onze parròquies davant d'un vast territori majoritàriament pantanosa; en canvi hi havia molts monestirs, però amb l'arribada de Napoleó Bonaparte estaven tots tancats. Paradoxalment, en 1812 encara hi havia dos seminaristes.
L'1 de maig de 1818 amb la butlla De salute dominici gregis, Pius VII va suprimir la diòcesi i va incorporar el territori al Patriarcat de Venècia. La catedral de Santa Maria Assunta esdevingué una simple parròquia que, per la disminució gradual de la població, va acabar sent degradada a parròquia dependent de la parròquia de Burano (1986).
Avui Torcello sobreviu com a seu bisbal titular; l'actual arquebisbe, a títol personal, és Piero Pioppo, nunci apostòlic a Camerun i Guinea Equatorial.

## Cronologia de bisbes titulars
- Gino Paro † (5 de maig 1969 - 21 de setembre de 1988)
- Giovanni Tonucci (21 d'octubre de 1989 - 18 ottobre 2007 nomenat prelat de Loreto)
- Gianfranco Agostino Gardin, O.F.M.Conv. (1 de novembre de 2007 - 18 desembre de 2009 nomenat arquebisbe de Treviso)
- Piero Pioppo, des del 25 de gener de 2010